# بهمن مالکی
بهمن مالکی (زاده ۱۱ فوریهٔ ۱۹۹۲ در اندیمشک) یک بازیکن فوتبال اهل ایران است.